# Polygonatum
Polygonatum, cunoscut de asemenea și sub denumirea de coada cocoșului sau pecetea lui Solomon, este un gen de plante cu flori. În sistemul de clasificare APG III, acesta este plasat în familia Asparagaceae, subfamilia Nolinoideae (tratată în trecut ca familia Ruscaceae). De asemenea, a fost clasificat anterior ca făcând parte din familia Convallariaceae, precum și, la fel ca multe monocotide lilioide, din familia crinilor, Liliaceae. Genul este răspândit în toată emisfera nordică temperată. Majoritatea dintre cele aproximativ 63 de specii pot fi întâlnite în Asia, 20 dintre acestea fiind endemice în China.

## Etimologie
Termenul „polygonatum” provine din greaca antică, în traducere literală, „mulți genunchi”, referindu-se la rizomul îmbinat în mai multe locuri. O explicație pentru derivarea numelui comun „pecetea lui Solomon” este faptul că rădăcinile prezintă niște mici adâncituri care se aseamănă cu sigiliile regale. O alta este faptul că rădăcinile tăiate se aseamănă cu literele alfabetului ebraic.

## Descriere
Fructele sunt bace de culoare roșie sau neagră. 

## Taxonomie

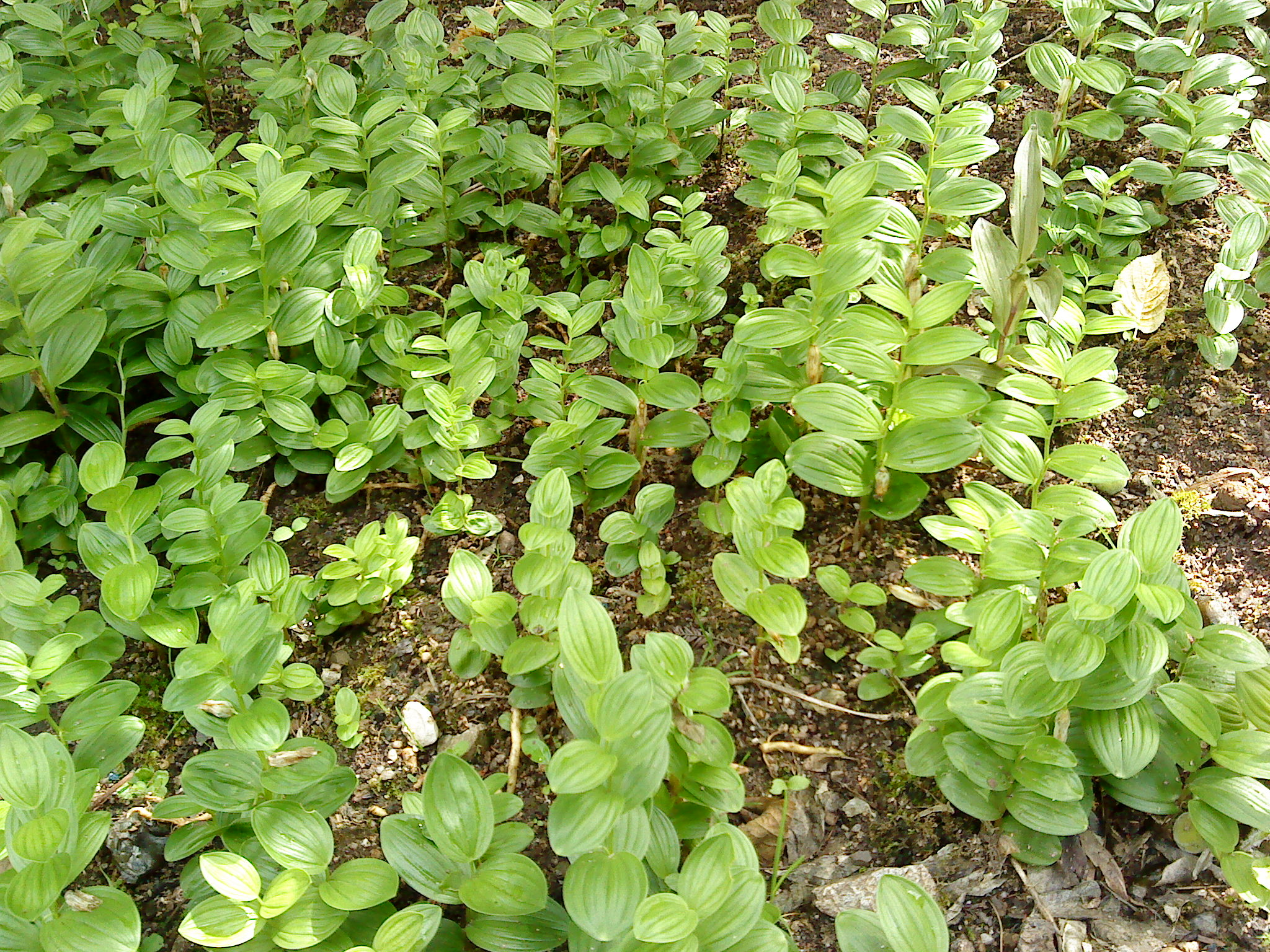
Polygonatum umile

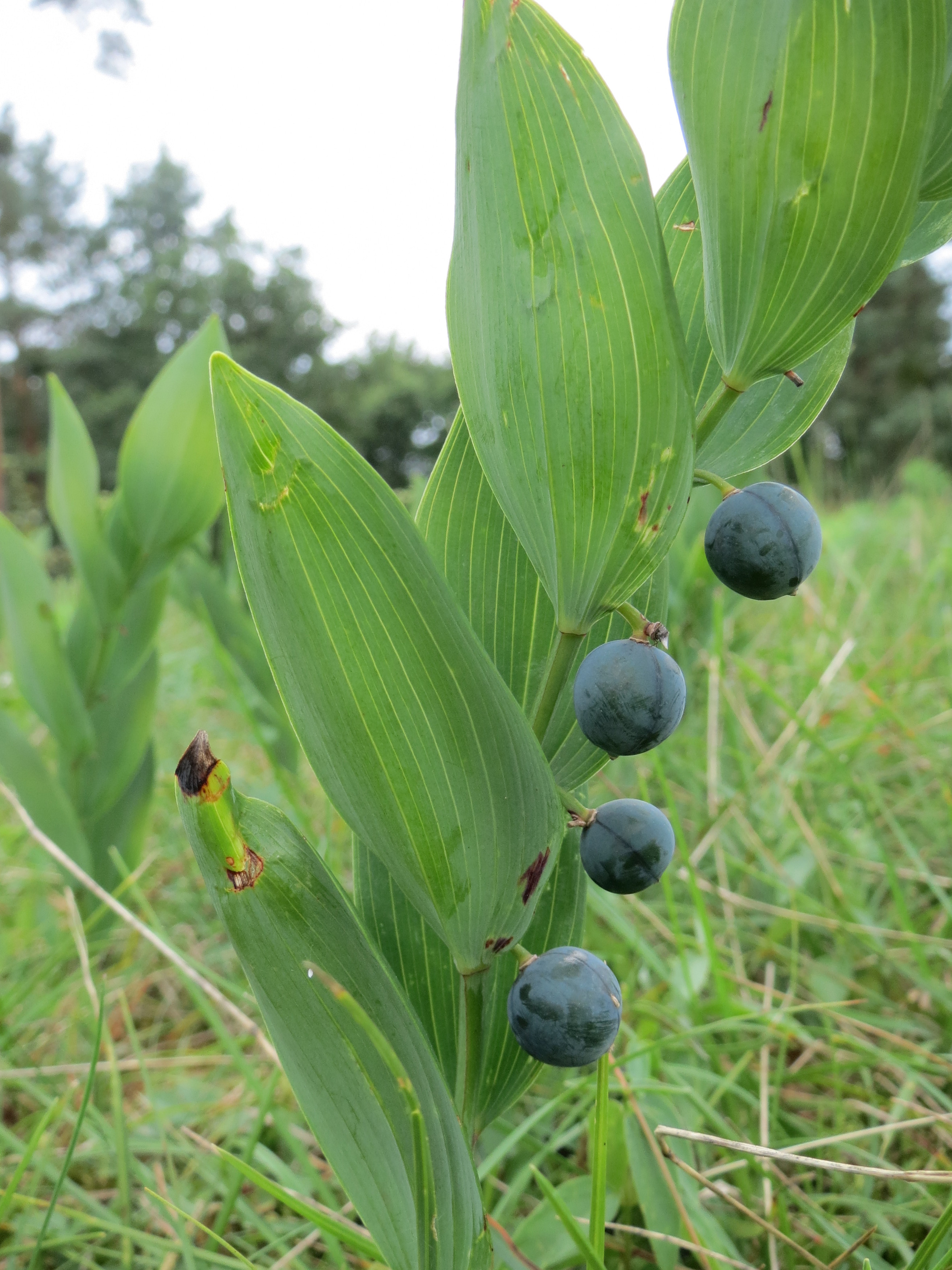
Fructele de Polygonatum odoratum

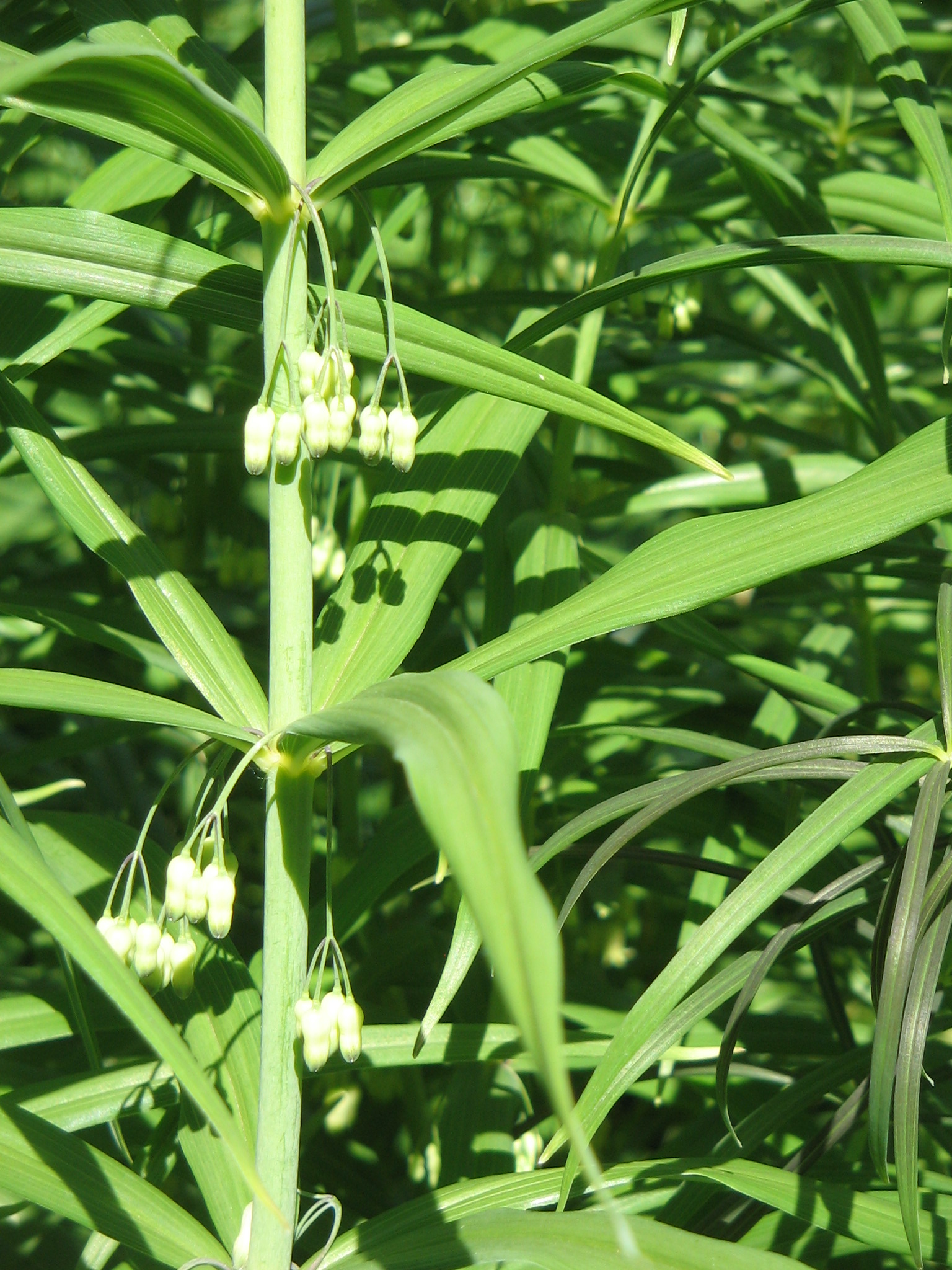
Polygonatum verticillatum

### Specii
La data de iunie 2014, Lista de verificare mondială a familiilor de plante selectate acceptă 74 de specii și hibrizi: 
- Polygonatum acuminatifolium Kom.
- Polygonatum adnatum S.Yun Liang
- Polygonatum altelobatum Hayata
- Polygonatum alternicirrhosum Hand.-Mazz.
- Polygonatum amabile Yatabe
- Polygonatum arisanense Hayata
- Polygonatum × azegamii (Ohwi) M.N.Tamura
- Polygonatum biflorum (Walter) Elliott (including Polygonatum commutatum) – Solomon's seal, Smooth or Great Solomon's seal – Eastern and central North America
- Polygonatum brevistylum Baker
- Polygonatum × buschianum Tzvelev
- Polygonatum cathcartii Baker
- Polygonatum chingshuishanianum S.S.Ying
- Polygonatum cirrhifolium (Wall.) Royle – Tendril-leaf Solomon's seal – Southern China
- Polygonatum cryptanthum H.Lév. & Vaniot
- Polygonatum curvistylum Hua
- Polygonatum cyrtonema Hua – Solomon's seal – Eastern Asia
- Polygonatum × desoulavyi Kom.
- Polygonatum × domonense Satake
- Polygonatum falcatum A.Gray – Eastern Asia
- Polygonatum filipes Merr. ex C.Jeffrey & McEwan
- Polygonatum franchetii Hua
- Polygonatum geminiflorum Decne.
- Polygonatum glaberrimum K.Koch
- Polygonatum gracile P.Y.Li
- Polygonatum graminifolium Hook.
- Polygonatum grandicaule Y.S.Kim
- Polygonatum griffithii Baker
- Polygonatum hirtellum Hand.-Mazz.
- Polygonatum hirtum (including  Polygonatum latifolium) (Bosc ex Poir.) Pursh
- Polygonatum hookeri Baker
- Polygonatum humile Fisch. ex Maxim. – Dwarf Solomon's seal – Eastern Asia
- Polygonatum × hybridum Brügger – Garden Solomon's seal – Europe
- Polygonatum inflatum Kom. – Eastern Asia
- Polygonatum infundiflorum Y.S.Kim
- Polygonatum involucratum (Franch. & Sav.) Maxim. – Asia
- Polygonatum jinzhaiense D.C.Zhang & J.Z.Shao
- Polygonatum kingianum Collett & Hemsl. – Solomon's seal – Asia
- Polygonatum × krylovii (Ameljcz. & Malachova) A.L.Ebel
- Polygonatum lasianthum Maxim. – Korean solomon's seal[6] – Eastern Asia
- Polygonatum leiboense S.C.Chen & D.Q.Liu
- Polygonatum longipedunculatum S.Yun Liang
- Polygonatum longistylum Y.Wan ex C.Z.Gao
- Polygonatum macranthum (Maxim.) Koidz.
- Polygonatum macropodum Turcz. – Big Footed Solomon's Seal – Asia
- Polygonatum megaphyllum P.Y.Li
- Polygonatum mengtzense F.T.Wang & Tang
- Polygonatum multiflorum (L.) All. – (Common) Solomon's Seal – Europe
- Polygonatum nervulosum Baker
- Polygonatum nodosum Hua
- Polygonatum odoratum (Mill.) Druce – Scented (or Angular) Solomon's Seal – Europe
- Polygonatum omeiense Z.Y.Zhu
- Polygonatum oppositifolium (Wall.) Royle
- Polygonatum orientale Desf. – Oriental Solomon's Seal – Western Asia, Eastern Europe
- Polygonatum prattii Baker
- Polygonatum × pseudopolyanthemum Miscz. ex Grossh.
- Polygonatum pubescens (Willd.) Pursh – Downy/Hairy Solomon's Seal – Eastern North America
- Polygonatum punctatum Royle ex Kunth
- Polygonatum qinghaiense Z.L.Wu & Y.C.Yang
- Polygonatum robustum (Korsh.) Nakai
- Polygonatum roseum (Ledeb.) Kunth
- Polygonatum sewerzowii Regel
- Polygonatum sibiricum Redouté – Huang Jing, Siberian Solomon's Seal – Eastern Asia
- Polygonatum singalilense H.Hara
- Polygonatum sparsifolium F.T.Wang & Tang
- Polygonatum stenophyllum Maxim.
- Polygonatum stewartianum Diels
- Polygonatum × tamaense H.Hara
- Polygonatum tessellatum F.T.Wang & Tang
- Polygonatum verticillatum (L.) All. – Whorled Solomon's Seal – Europe
- Polygonatum vietnamicum L.I.Abramova
- Polygonatum wardii F.T.Wang & Tang
- Polygonatum yunnanense H.Lév.
- Polygonatum zanlanscianense Pamp.
- Polygonatum zhejiangensis X.J.Xue & H.Yao

## Utilizări

### Grădinărit
Mai multe specii sunt evaluate ca plante ornamentale, inclusiv: 
| - P. biflorum - P. hirtum - P. hookeri | - P. humile - P. multiflorum - P. odoratum | - P. stewartianum - P. verticillatum |

### Uz alimentar
Multe dintre specii sunt utilizate de mult timp ca produse alimentare în China. Frunzele, tulpinile și rizomii se consumă crude sau fierte și se servesc ca garnitură la carne și orez. Rizomii a două specii locale se consumă laolaltă cu labele de pui sau cu cele de porc în timpul festivalurilor. Din rizomi se poate face și ceai sau pot fi înmuiați în vin sau în lichior pentru a da o aromă acestor băuturi. De asemenea, rizomii pot fi prăjiți cu zahăr și miere pentru obținerea de gustări dulci. Rizomii bogați în amidon, pot fi uscați, măcinați și adăugați în făină pentru a suplimenta alimentele de bază. Rizomul speciei P. sibiricum poate fi pasat, fiert, scurs și îngroșat apoi cu făină de orz pentru a obține un agent de condimentare dulce și lichid, numit tangxi . Uneori, locuitorii Chinei au consumat P. megaphyllum ca aliment pe timp de foamete.
Lăstarii unor specii de Polygonatum pot fi fierți și gătiți într-un mod similar cu șparanghelul . Frunzele de P. cirrifolium și P. verticillatum sunt folosite ca legume în India. Speciile americane P. biflorum au o rădăcină bogată în amidon care în trecut a fost consumată precum cartoful și a fost folosită ca făină pentru prepararea pâinii.
P. sibirica este folosită pentru prepararea ceaiului numit dungulle în Coreea.

### În medicina tradițională
Utilizarea tradițională a Polygonatum în tratamentul diabetului zaharat a fost cercetată pentru prima dată în 1930, de către Hedwig Langecker . După mai multe experimente, aceasta a concluzionat că planta era eficientă în combaterea hiperglicemiei, deși nu în cazul aceleia cauzate de producerea de adrenalină, probabil datorită conținutului de glucochinină a acesteia.    
P. verticillatum este utilizată în Ayurveda ca afrodiziac. Este, de asemenea, utilizată pentru a trata durerea, febra, inflamația, alergia și slăbiciunea.
Un remediu pe bază de plante numit rhizoma polygonati este un amestec de specii de Polygonatum utilizate în medicina tradițională chineză. Se presupune că duce la întărirea diferitelor organe și îmbunătățirea qi-ului. Se crede că Polygonatum poate restaura vitalitatea mentală, mai ales atunci când mintea a fost suprasolicitată, supusă stresului sau se află într-o stare de epuizare.